# Stefania satelles
Stefania satelles (tên tiếng Anh: Rana Stefania Del Aprada-tepuy) là một loài ếch thuộc họ Hemiphractidae.
Đây là loài đặc hữu của Venezuela.
Môi trường sống tự nhiên của chúng là sông ngòi và vùng nhiều đá.